# Hippety Hopper
Hippety Hopper est un personnage de dessins animés de la série Looney Tunes de la Warner Bros.. C'est un jeune kangourou, qui est souvent pris pour une souris géante par le chat Sylvestre et son fils. Le réalisateur Robert McKimson l'a introduit dans Partie de chasse (Hop, Look and Listen) en 1948. Ce jeune kangourou est un bon boxeur.

## Description
Hippety Hopper est un jeune kangourou de couleur grise à brun clair. Robert McKimson est le réalisateur de  la douzaine de dessins animés où apparaît ce personnage. 
La toute première apparition de ce kangourou se fait le 17 avril 1948 dans Partie de chasse (Hop, Look and Listen), date de la première sortie de ce dessin animé au cinéma.
Hippety Hopper est découvert sautillant par Sylvestre Junior, le fils du chat Sylvestre (qui s'empresse alors d'appeler son père), ou par Sylvestre seulement, pour le chasser. Ce petit kangourou, aussi grand que Sylvestre, est pris par lui pour une souris géante. Le kangourou fuit ou combat Sylvestre et emporte largement la victoire en général. Cela ne décourage pas le chat qui continue à le prendre en chasse. Le duo fonctionne ainsi comme celui de la série Bip Bip et Coyote. Le nom original, Hippety Hopper, est peu utilisé et quasiment inconnu à l'origine. Il a cependant été donné dès sa création.
Hippety Hopper se défend à l'aide de gants de boxe ou à coups de ses grandes pattes.

## Filmographie
- Partie de chasse (Hop, Look and Listen) (1948)
- Le Petit Kangourou (Hippety Hopper) (1949)
- Vas-y Papounet (Pop 'Im Pop!) (1950)
- Escapade australienne (Bushy Hare) (1950) (brève apparition)
- Et tu seras un chat mon fils (Who's Kitten Who) (1952)
- Une colossale bête (Hoppy Go Lucky) (1952)
- Sacrée souris (Cats A-weigh!) (1953)
- Une souris sous cloche (Bell Hoppy) (1954)
- Le Phare et la Souris (Lighthouse Mouse) (1955)
- C'est dans la poche... Kangourou (Too Hop to Handle) (1956)
- La Chasse à la souris (The Slap-Hoppy Mouse) (1956)
- Le musée s'amuse (Mouse-Taken Identity) (1957)
- L'Art de devenir champion (Hoppy Daze) (1960)
- C'est grave, Docteur ? (Freudy Cat) (1964)